# Laboratorio politico
Laboratorio politico fu una rivista nata a Roma nel 1981 come pubblicazione bimestrale di intervento politico, edita da Giulio Einaudi Editore.
La rivista fu ideata dal "gruppo operaista" facente capo a Mario Tronti che coinvolgeva, tra gli altri, Asor Rosa, Massimo Cacciari, Rita di Leo, Aris Accornero, Umberto Coldagelli e Piero Bevilacqua.
Laboratorio politico vuole essere, come scrive Tronti nell'editoriale del primo numero, un "laboratorio di riflessione e di scavo teorico, storico, analitico" e un "costruttivo contributo a un salto di qualità del discorso della sinistra". La rivista fu, con i suoi protagonisti, molto vicina al Partito comunista italiano, ma mai vista di buon occhio da quest'ultimo, che temeva lo svilupparsi − più di un decennio dopo − di una nuova corrente "eretica", dopo l'esperienza de il manifesto.
La rivista sviluppò diversi assi di ricerca, anche grazie all'eterogeneità dei suoi collaboratori. Oltre al nucleo fondativo, nel comitato di direzione della rivista figurano: Remo Bodei, Angelo Bolaffi, Franco Cazzola, Carlo Donolo, Giuseppe Duso, Giorgio Inglese, Giacomo Marramao, Stefano Rodotà, Umberto Romagnoli, Gian Enrico Rusconi e Ezio Tarantelli. Oltre a loro compariva anche un folto gruppo di corrispondenti esteri, tra cui: Claus Offe, Sidney Tarrow, Lester Turow.
La rivista concluderà le sue pubblicazioni nel giugno 1983. Le cause della fine dell'esperienza furono essenzialmente due: da una parte la crisi economico-finanziaria dell'Einaudi, dall'altra − come ha recentemente ammesso Rusconi - la fine di un'esperienza intellettuale "riformatrice": "Laboratorio politico si sciolse spontaneamente, un atto onesto, come se riconoscessimo il nostro fallimento".
L'ultimo atto di Laboratorio politico fu l'organizzazione di un convegno a Roma nel dicembre 1984, dopo che la rivista aveva cessato le pubblicazioni da oltre un anno. Il convegno − dal titolo: Fine della politica? Identità e conflitti nella metropoli − fu promosso dall'Associazione culturale "Laboratorio politico" e, oltre ad esponenti della rivista, vide la partecipazione di studiosi italiani e stranieri (Baudrillard e Kallscheuer) e personalità politiche (Gianni De Michelis, Pietro Ingrao).

## Temi della rivista
Constatando la crisi del marxismo, il gruppo intellettuale di Laboratorio politico si innestò nel dibattito filosofico-culturale dei primi anni ottanta: al rapporto Stato-governo e al rapporto governanti-governati è dedicato il primo numero dal titolo Governi e governanti: ceto, staff, tecniche, strutture. Quivi si affronta, grazie soprattutto ai contributi di Donolo e Rodotà, il dibattito sulla (in)governabilità, tema posto con forza nel dibattito pubblico da politici e intellettuali del Partito socialista italiano.
I temi della rivista si sviluppano anche a partire da un'analisi comparata sul piano europeo. Numeri monografici sono dedicati alla crisi del sindacato e alla crisi delle socialdemocrazie europee.
A questioni di intervento militante si associano numeri monografici dal taglio filosofico, come − ad esempio − il doppio numero (n. 5-6, 1981) su Catastrofi e trasformazione, che parte dalla teoria delle catastrofi introdotta dal matematico Thom. Di notevole fattura e originale il numero sui linguaggi della politica (n. 4, 1982) che analizza la comunicazione politica e la politicità del linguaggio in un periodo di forte leaderizzazione della politica.
Il numero forse più importante della breve − ma non effimera − storia di Laboratorio politico è quello su Il compromesso storico (n. 2-3, 1982). Il numero in questione esce nel 1982, quasi un decennio dopo dalla formulazione teorica della strategia politica del PCI. L'analisi è molto dura e impietosa e rappresenta una delle prime vere analisi critiche "a caldo" della politica comunista fatta da intellettuali molto vicini al partito.

## Numeri della rivista
- 1. 1981, Governi e Governanti. Ceto, staff, tecniche, strutture
- 2. 1981, Critica del progetto
- 3. 1981, Governo e non governo delle sinistre
- 4. 1981, Il sindacato nella crisi
- 5, 6. 1981, Catastrofi e trasformazioni
- 1. 1982, Il sociale e i conflitti
- 2, 3. 1982, Il compromesso storico
- 4. 1982, I linguaggi della politica
- 5, 6. 1982, Anni ’70. Le identità perdute
- 1. 1983, Dopo le socialdemocrazie
- 2-3, 1983, Dopo le elezioni. Alternativa o continuità